# Oscillazione Nord Atlantica
L'Oscillazione Nord Atlantica (in inglese NAO, North Atlantic Oscillation) è un pattern (andamento) di circolazione atmosferica (anche detto modo di variabilità a bassa frequenza dell'atmosfera) localizzato nell'Oceano Atlantico settentrionale e caratterizzato dalla fluttuazione ciclica (oscillazione) della differenza di pressione al livello del mare tra l'Islanda e le Azzorre.
Attraverso il moto di oscillazione est-ovest della depressione d'Islanda e dell'anticiclone delle Azzorre, determina forza e direzione del flusso zonale occidentale e la direzione delle perturbazioni lungo l'Atlantico settentrionale. Diversamente dall'ENSO nell'oceano Pacifico (meglio conosciuta come El niño), la NAO è un modo di variabilità strettamente atmosferico ed è una delle più importanti manifestazioni di fluttuazione meteo-climatica nell'Atlantico settentrionale. Scoperta negli anni venti del XX secolo da sir Gilbert Thomas Walker, essa è fortemente correlata (essendone parte) con l'Oscillazione artica; la NAO non deve essere confusa con l'AMO (Atlantic Multidecadal Oscillation), l'oscillazione multidecadale delle acque superficiali (SST) dell'Atlantico centro-settentrionale, che è invece una teleconnessione strettamente oceanica per di più con diverso periodo di oscillazione.

## Descrizione

Indici NAO annuali.

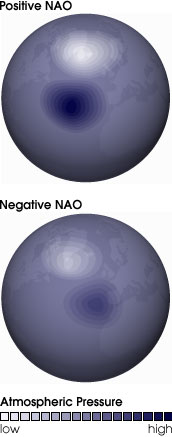
Fase positiva e negativa della Nao in una mappa della pressione.

I venti occidentali (westerlies) fluiscono in media attraverso l'Atlantico portando aria umida sul continente europeo. Negli anni caratterizzati da forti venti occidentali, le estati risultano spesso fresche e gli inverni miti e piovosi; se invece i venti occidentali si indeboliscono, le temperature risultano più estreme sia in estate che in inverno apportando ondate di calore e ondate di freddo più intense e minori precipitazioni.
Un sistema semipermanente di bassa pressione sopra l'Islanda (Depressione d'Islanda) e un centro di alta pressione semipermanente sulle Azzorre (anticiclone delle Azzorre) controllano direzione e forza dei venti occidentali sull'Europa. Forza relativa e posizione di questi due sistemi variano di anno in anno e questa variazione è nota appunto come NAO. Riferendosi ad una situazione di circolazione atmosferica media un'ampia differenza di pressione tra i punti descritti (High NAO, fase NAO+) conduce all'incremento dei venti occidentali e conseguentemente ad estati fresche e inverni miti e piovosi nel Centro Europa e lungo la costa atlantica, contrapposte a scarsa piovosità sulle regioni del Mediterraneo. Al contrario se l'indice è basso (Low NAO, fase NAO-) i venti occidentali sono ridotti, la circolazione è prevalentemente antizonale e queste aree soffrono inverni freddi con la traiettoria delle perturbazioni che si sposta verso sud ovvero verso il Mediterraneo. Ciò porta all'incremento di attività perturbata, e con essa precipitazioni, nell'Europa meridionale e in Nord Africa.
Soprattutto nel semestre freddo, ovvero da novembre ad aprile, la NAO è dunque responsabile di gran parte della variabilità meteorologica nella regione nord atlantica modificando l'intensità delle aree di bassa pressione sull'Islanda e di alta pressione sulle Azzorre con conseguenze sull'intensità e direzione dei venti occidentali, apportando variazioni nella distribuzione del vapore acqueo e delle precipitazioni, determinando intensità, numero e traiettoria delle perturbazioni e modificando il campo termico sull'Europa.
Quest'ultimo effetto sembra essere particolarmente importante ai fini climatici ovvero sul lungo periodo: flussi di aria calda o fredda legati alle oscillazioni NAO influenzano il clima di una buona parte dell'emisfero settentrionale: in condizione di NAO+ le correnti occidentali vengono deviate verso nord-est portando aria calda da zone di latitudine di circa 30°-40° fino ad aree sub-polari (~60°) con un aumento di temperatura che può arrivare fino anche a 1,5 °C in tutta l'Europa settentrionale e gran parte dell'Asia.
Inoltre, sebbene abbia minore influenza rispetto all'Europa occidentale, si ritiene che l'oscillazione nordatlantica abbia impatti meteo-climatici anche sull'America settentrionale. Durante l'inverno, quando l'indice è alto (NAO+), la depressione d'Islanda più forte determina una più forte circolazione sud-occidentale sulla parte orientale del continente nordamericano, che previene discese di aria artica dirette verso sud. In combinazione con l'ENSO questo effetto può produrre inverni significativamente più miti negli Stati Uniti nordorientali e nel Canada meridionale.

## Oscillazione e prevedibilità
Il periodo dell'oscillazione non è regolare: l'indice NAO può affievolirsi ed invertirsi nell'arco di 10-20 giorni ed anche con cadenza stagionale durante l'intero anno mostrando quindi una certa variabilità meteorologica. Tuttavia, si evidenziano fluttuazioni medie pluriannuali non regolari di natura climatica come mostrato sopra in figura.
L'oscillazione della NAO non sembra essere prevedibile con accuratezza né dai modelli climatici stagionali né dai modelli climatici globali, evidentemente per la natura caotica del sistema atmosferico, mentre i modelli meteorologici riescono ad evidenziarne abbastanza correttamente la dinamica fino ad un massimo di 15 giorni.